# Aérodrome de Dreux - Vernouillet
L’aérodrome de Dreux - Vernouillet (code OACI : LFON) est un aérodrome ouvert à la circulation aérienne publique (CAP), situé sur les communes de Vernouillet et Garnay à 4 km au sud de Dreux en Eure-et-Loir (région Centre-Val de Loire, France).
Il est utilisé pour la pratique d’activités de loisirs et de tourisme (aviation légère et hélicoptère).

## Histoire
Entre les deux guerres, un vaste champ moissonné face au lieu-dit « la Maison Blanche » permettait déjà les évolutions de l’aviation légère.
Au déclenchement de la Seconde Guerre mondiale, les militaires français réquisitionnent le site pour y aménager un camp d’aviation. Le 2 juillet 1940, ils reçoivent les supports de l’aviation anglaise et du « groupe de chasse de Varsovie ». L’occupant allemand construit un immense aérodrome militaire pour mener la bataille d’Angleterre. Dès le 21 août 1944, l’armée américaine répare les deux pistes endommagées par les bombardements Alliés.
L’aviation générale civile reprend progressivement à la fin de la guerre sur le site actuel de l’aérodrome avec une piste en herbe réalisée dans les années 60. La démolition des deux pistes en béton sera terminée en 1986.

## Installations
L’aérodrome dispose d’une piste en herbe orientée sud-nord (04/22), longue de 720 m et large de 80.
L’aérodrome n’est pas contrôlé. Les communications s’effectuent en auto-information sur la fréquence de 118,205 MHz.

## Activités
- Aéroclub de Dreux
- ULM Paris Ouest